# Maureen Nisima

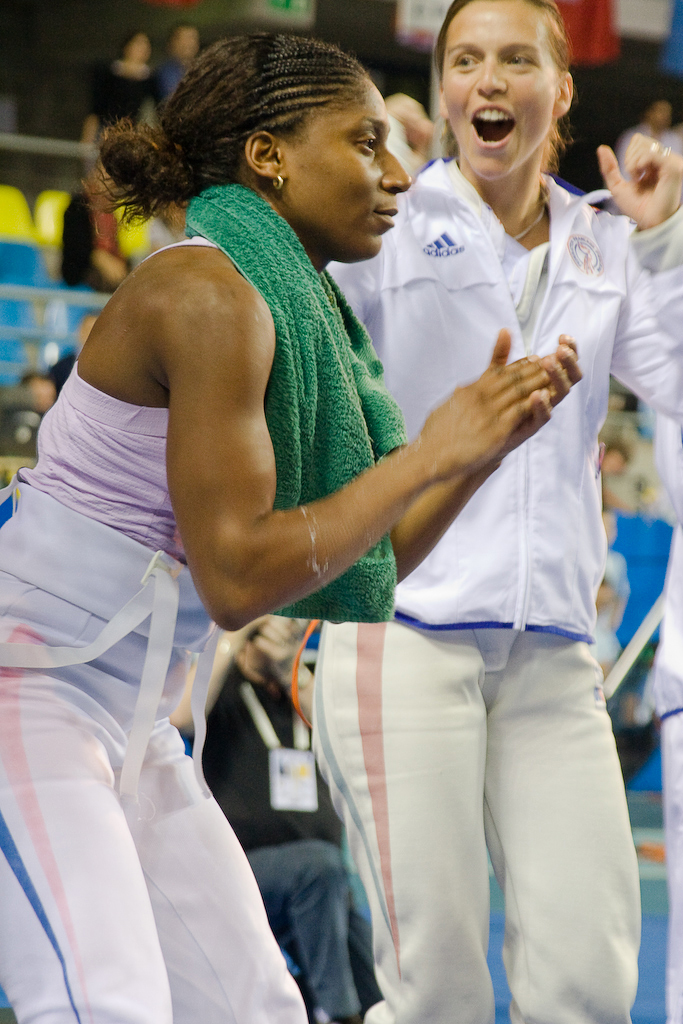
Maureen Nisima (2007)

Maureen Roxane Nelly Nisima (* 30. Juli 1981 in Bondy) ist eine französische Degenfechterin und Weltmeisterin.

## Erfolge
Maureen Nisima wurde 2002 in Moskau Einzeleuropameisterin.
2003 gewann sie bei den Weltmeisterschaften in Havanna Silber im Degen-Einzel, nur geschlagen durch Natalija Konrad aus der Ukraine.
Bei den Olympischen Spielen 2004 in Athen erfocht sie Bronze sowohl im Einzel als auch mit der Mannschaft.
Bei Fechtweltmeisterschaften gewann sie mit der Mannschaft
2005 in Leipzig Gold,
2006 in Turin Silber,
2007 in St. Petersburg und
2008 in Peking wiederum Gold.
2007 gewann sie außerdem Bronze im Einzel, 2010 wurde sie in Paris Einzelweltmeisterin.
Außerdem errang sie bei den Europameisterschaften 2007, 2010 und 2011 jeweils Bronze mit der Mannschaft.